# Dyslalia zdaniowa
Dyslalia zdaniowa – zaburzenie mowy, odmiana dyslalii wyodrębniona ze względu na kryteria objawowe.
Charakteryzuje się ona brakiem umiejętności budowania zdań z wyrazów, brakiem umiejętności budowania wypowiedzi słownej w wyniku wykolejeń składniowych, rozpodobnień lub przestawek.